# Just Jaeckin
Just Jaeckin (Vichèi, 8 d'agost del 1940) és un director de cinema, fotògraf, pintor i escultor francès.

## Biografia
Fotògraf reputat en els anys 1960, Just Jaeckin es donà a conèixer pel públic el 1974 amb l'estrena del seu primer llargmetratge com a director, Emmanuelle, basat en la novel·la homònima d'Emmanuelle Arsan. Amb 8 milions d'entrades a França i aproximadament 100 milions de dòlars de recaptació al món, aquesta pel·lícula és un dels principals èxits del cinema francès a l'estranger. Just Jaeckin s'especialitzà en el registre eròtic i filmà Història d'O, del llibre de Pauline Réage. Les continuacions d' Emmanuelle , en les quals Just Jaeckin no participà, no tingueren la mateixa acollida.
Deu anys després d'Emmanuelle , Just Jaeckin dirigí Gwendoline, adaptació del còmic Adventures of Sweet Gwendoline de John Willie, una pel·lícula d'aventures amb Zabou Breitman i Bernadette Lafont, i, per a la creació del vestuari, els dibuixants de còmic Claude Renard i François Schuiten.
Avui, Just Jaeckin i la seva esposa Anne són els propietaris d'una galeria d'art, al carrer Guénégaud a París. Hi exposen pintures i escultures, sobretot els seus.

## Filmografia
Filmografia:
- 1974: Emmanuelle
- 1975: Història d'O (Histoire d'O)
- 1977: Madame Claude
- 1978: Le Dernier amant romantique
- 1979: Collections privées
- 1980: Girls
- 1981: L'amant de Lady Chatterley (Lady Chatterley's Lover)
- 1984: Gwendoline

### Televisió
- 1981: Salut champion
  - episodi #3, "Moto story"
  - episodi #12, "La Formule 1"